# Seward (Alasca)

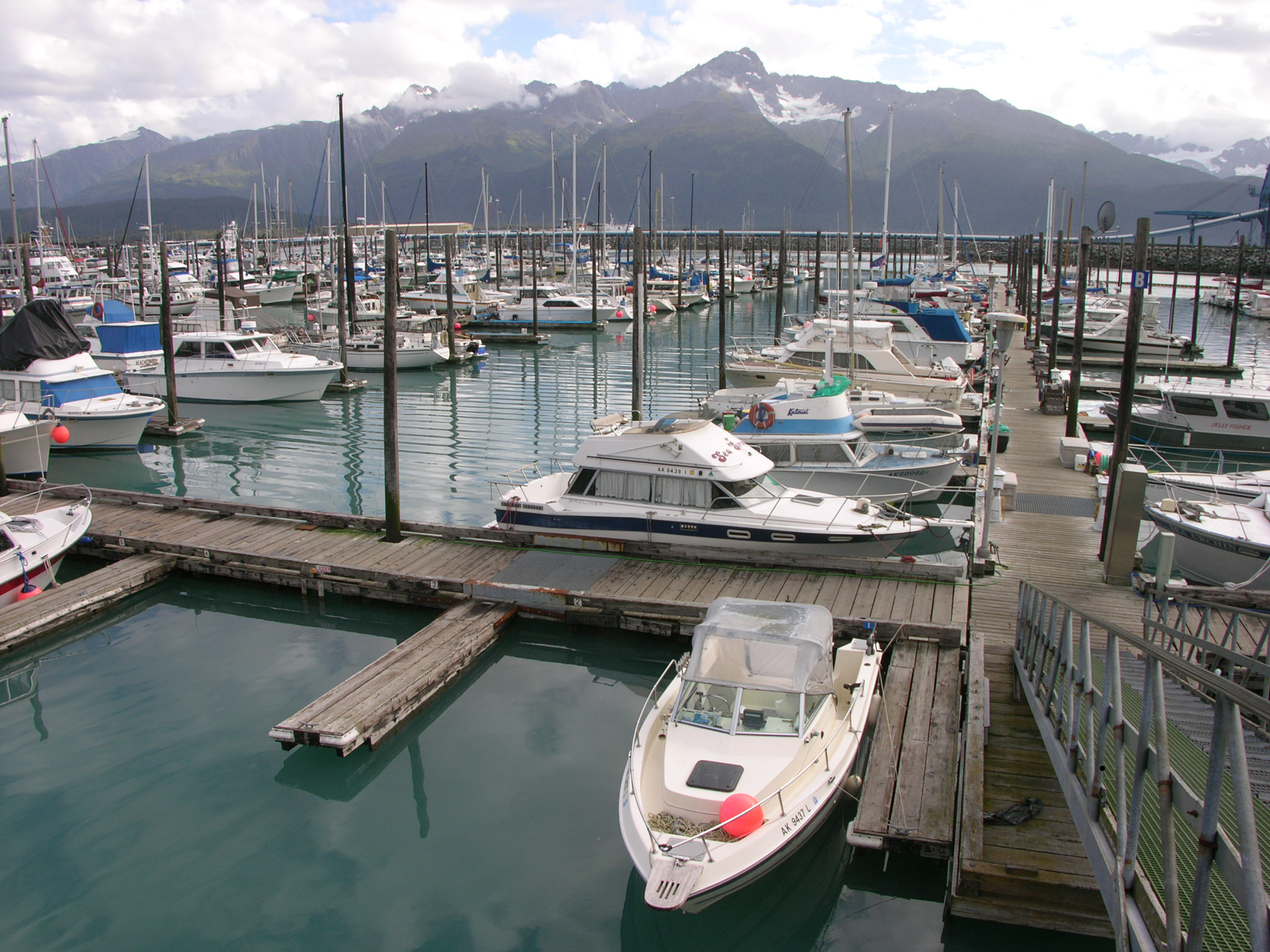

Seward é uma cidade localizada no estado americano de Alasca, no Distrito de Kenai Peninsula.

## Demografia
Segundo o censo americano de 2000, a sua população era de 2830 habitantes.
Em 2006, foi estimada uma população de 3025, um aumento de 195 (6.9%).

## Geografia
De acordo com o United States Census Bureau, a localidade tem uma área de 55,8 km², dos quais 37,4 km² cobertos por terra e 18,4 km² cobertos por água.

## Localidades na vizinhança
O diagrama seguinte representa as localidades num raio de 48 km ao redor de Seward.